# اسکدلمیور
اسکدلمیور (به انگلیسی: Eskdalemuir) یک روستا در بریتانیا است که در دامفریس و گالووی واقع شده‌است. اسکدلمیور ۲۶۵ نفر جمعیت دارد.